# دنیاگیری کووید-۱۹ در سان مارینو
دنیاگیری کووید-۱۹ در سان مارینو بخشی از دنیاگیری بیماری کروناویروس ۲۰۱۹ در جهان است. اولین مورد تأیید شده در سان مارینو در ۲۷ فوریه ۲۰۲۰ اعلام شد.